# Cartodere satelles
Cartodere satelles é uma espécie de insetos coleópteros polífagos pertencente à família Latridiidae.
A autoridade científica da espécie é Blackburn, tendo sido descrita no ano de 1888.
Trata-se de uma espécie presente no território português.